# Caulnes
Caulnes (bretonsko Kaon) je naselje in občina v francoskem departmaju Côtes-d'Armor regije Bretanje. Leta 2009 je naselje imelo 2.344 prebivalcev.

## Geografija
Kraj leži v pokrajini Bretaniji ob reki Rance, 44 km severozahodno od središča Rennesa.

## Uprava
Caulnes je sedež istoimenskega kantona, v katerega so poleg njegove vključene še občine Guenroc, Guitté, La Chapelle-Blanche, Plumaudan, Plumaugat, Saint-Jouan-de-l'Isle in Saint-Maden s 6.232 prebivalci.
Kanton Caulnes je sestavni del okrožja Dinan.

## Vir
- Insee] (francosko)